# GBU-12 페이브웨이 II

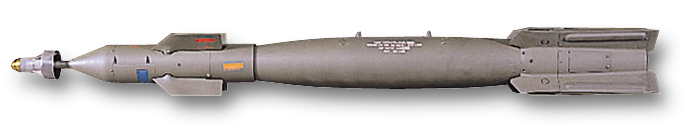

GBU-12 페이브웨이 II는 미국 레이시온이 개발한 500 파운드(227 kg) 레이저 유도 폭탄이다. 1976년에 실전배치되었다.
기존의 무유도 500 파운드 Mk 82 폭탄(30만원)에 레이저 유도 시커와 유도 날개를 부착하여 CEP를 100 m에서 1m로 줄였다. 사거리 14 km에 가격은 2천만원이다. 현재는 록히드 마틴과 레이시온이 둘 다 생산중이다.
GBU-12 업그레이드 버전은 GPS 유도기능을 추가했다. 페이브웨이 IV라고 부른다.

## 러시아
미국이 500 파운드(227 kg) 폭탄을 가장 많이 사용하는 것과 같이, 러시아와 프랑스는 250 kg(550 파운드)의 레이저 유도 폭탄, 일반 폭탄을 많이 사용한다.

## 같이 보기
- GBU-24 페이브웨이 III